# 당신만 몰라!
《당신만 몰라!》는 웹툰 작가 유리아가 네이버 웹툰에서 연재하는 러브 코미디 웹툰이다.

## 등장 인물
주인공
6명의 주인공들은 각각 자신의 특징 한가지씩 숨기려 한다.
- 조진희

평범한 신혼주부같지만 실은 국가대표 펜싱 선수 출신. 게다가 상당한 실력을 가진 황룡파의 부두목이다(두목은 그녀의 아버지 조자룡이다.). 자신의 패션거리에서는 강한 모습이지만, 남편이나 모르는 사람한테는 상냥한 모습을 보이며 위직장업으로 애견펫샵(정확히는 애견호텔이다. 이하, 펫샵)을 운영한다. 직업상 항상 조심해야 하기 때문인지 사람 보는 눈이 매우 뛰어나다. 지덕체를 고루고루 갖추었지만 집안일 만은 쥐악. 때문에 집안일을 잘하는 부하 조직원 2명이 조진희의 남편 몰래 집안일을 도와주고 도망친다. 보물은 남편이 선물 해 준 장식용 샤브르.
조진희가 숨기려고 하는 것은 조직폭력배인 자신의 진짜 정체.
좋아하는 사람 : 하렐 캔델(남편)
- 도아리

현재 조진희의 애견펫샵에서 점장으로 일하고 있다. 특징으로는 긴장하거나 흥분하면 목소리가 커진다. 워낙 손이 야무지기 때문에 손으로 하는 것은 뭐든지 잘하는 편. 키가 작은 편이라 항상 킬힐을 고수한다. 하지만 비율이 좋은 편이라 실제보다 커보인다. 취미는 애견을 껴안고 뒹굴기. 보물은 킬힐 시리즈. 도아리가 키에 컴플렉스가 있어 키를 숨기려고 한다고 생각하는 경우가 있으나, 실제로는 연애에 대한 안좋은 기억으로 감추는 마음이 키워드다.
도아리가 숨기려고 하는 것은 호감가는 상대에 대한 자신의 진짜 마음.
좋아하는 사람 : 엄서진
- 민나영

직업은 메이크업 아티스트이며, 국내에서 손꼽히는 실력자이다. 자신의 룸메이트인 유리를 제외하고 모든사람들에게 존댓말을 쓴다. 개인수업을 가끔 하기도 하지만 수업료는 안 받는다. 화장을 지우면 좀 심하게 못생겼다. 이때문에 외모에 대한 컴플렉스가 심하다. 성형수술도 생각해 보나, 워낙 후유증이 심한 체질에다가 자신의 맨얼굴을 보여주고 고객들에게 신뢰를 얻는 경우도 있기 때문에 무한 보류중. 남자들을 압도하는 장신(172cm)이다. 조진희 만큼 사람 보는 눈이 뛰어나다. 보물은 한정 화장품 세트들.
민나영이 숨기려고 하는 것은 엄청나게 못생긴 자신의 진짜 얼굴.
좋아하는 사람 : 안수호(자신의 외모에 대한 컴플렉스로 인해, 연인간의 사랑 같은 것은 꿈에도 꾸지 못하는 듯 하다)
- 미미

바의 마담으로 일하고있으며 상대방(특히 남자들)에게 위로나 공감, 칭찬하는 말투로 마음을 녹여준다. 설정상 한가인 김태희도 울고가는 레알 여신급 외모를 가지고 있다. 바에서 종종 칵테일도 만든다만 실력은 보통. 무슨 숨겨진 과거가 있는 듯하다. 보물은 하나뿐인 가족
미미가 숨기려고 하는 것은 매춘부였던 자신의 진짜 과거.
좋아하는 사람 : 성시한
- 미수진

고등학생이며 성장이 빨라 키는 성인여성. 민나영을 통해 화장 기술을 배우고 있으며, 날라리처럼 보이지만 실은 리얼 모범생이다. 외모가 뛰어난 편이라 주변 남중 학생들에게 인기가 많은듯 하지만 정작 자신은 눈치채지 못하는듯. 자신을 도와준 피인을 좋아하게 된다. 피인의 나이가 30살이라 지금은 24살이라하고 실제나이를 감추고 있었지만 놀이동산에서 미미가 미수진의 사진을 보여줌으로써 피인에게 들키게 된다.
미수진이 숨기려고 하는 것은 16살인 자신의 진짜 나이.
좋아하는 사람 : 피인
- 신채림

고등학생이며 미수진의 절친이자 민나영의 룸메이트인 유리의 조카. 머리도 좋은 우등생이지만 BL 등을 좋아하는 오타쿠이다. 자신의 근처 남고의 인기많은 학생인 왕자님을 좋아한다. 상당히 계산적이고 이성적이다. 주위 사람들에게 친절하지만 이것도 일종의 투자라고 생각하고 있는듯. 특기는 암산, 암기등 머리로 하는 것들 대부분.
신채림이 숨기려고 하는 것은 BL장르를 좋아하는 자신의 진짜 취향.
좋아하는 사람 : 왕자님.

## 조연

### 좋아하는 사람들
- 하렐 캔델

영문학과 교수이자 소설가이며, 영국인 아버지와 한국인 어머니 사이에서 태어난 혼혈인이다. 아내는 조진희이며 그녀가 폭력조직 부두목 인줄은 꿈에도 모르며, 오히려 그녀가 현모양처인걸로 알고있다. 보물은 어머니와 부인(아버지는 돌아가셨다). 조진희와는 나이 차이가 좀 있다.
- 엄서진

현재 조진희의 펫샵에서 알바로 일하고있으며, 말 그대로 바보이다. 기본적인 사칙연산이나 숫자 세기를 잘 못하며 가게 물건 정렬도 못한다. 그래서 펫샵에서 먼저 일한 그가 아닌 도아리가 점장을 맡고있다. 동물과의 교감이 상당한 수준까지 가능하다. 딱히 특정한 물건등에 애착을 가지지 않기 때문에 보물은 없다.
- 안수호

무명이지만 실력파 가수. 나영과 같이 오랜 팬들이 많다. 인디밴드 Guardian 소속. 보물은 자신의 백만불 짜리 청각.
- 성시한

물건 배달부이다. 항상 진지한 성격이다. 보물은 추억(스토리 전개상 미미와 관련 있는 추억인 듯 하다)
- 피인

조진희의 부하로 황룡파의 중간보스. 폭력조직 중간보스 답지않게(?) 공식적인 직업이 변호사이다. 미수진을 변태들로부터 2번이나 구해주었다. 이것을 계기로 미수진이 그를 좋아하게 된다. 보물은 루리(딸)
현재 이혼남으로 미미를 좋아하기 때문에 미수진을 싫어한다.
- 왕자님

S남고에 다니는 남학생이다. 키가 작지만 잘생긴 외모로 근처 S여고의 여학생들로부터 인기가 많다.

### 기타 조연들
- 유리

민나영과 같은 집에 사는 사람이다. 정보수집이 대단히 뛰어나다. 조카인 채림이조차 자세한 내막을 알지 못하는 것으로 보인다.
- 조자룡

조진희의 아버지이며, 현재 황룡파의 두목이다. 나이가 있어서 반쯤 은퇴한 상태이며 실질적인 조직 운영은 딸 조진희가 맡아한다.
- 제일파/ 제일파 두목

황룡파의 라이벌이며, 가끔 시비가 붙는다
- 나영 어린이

펫샵 근처의 약국 뒤 탁아소에 다니는 5살 여자이아다. 3화에 잠깐 비하인드스토리에 나왔다.
- 병구

조진희의 부하로 황룡파 말단 조직원이며 가사일을 하나도 못하는 조진희의 가정부 노릇을 한다. 요리를 매우 잘한다. 얼굴에 큰 칼자국이 있어 진희네 동네 사람들이 무서워하는 인물
- 상연

S남고에 다니고있으며 쉽게 욱하거나 잘 삐지는 성격이다. 채림을 좋아한다.
- 루리

피인의 딸이다. 나이 10살. 어렸을 때 조기유학을 다녀와서 그런지 존댓말을 할 때 끝에 "~~다요"라고 말한다. 미수진과는 상당히 친하다.
- 왕이로다

왕자님의 사촌형으로, 가디언밴드 대국이 건강상의 문제로 탈퇴하여 가디언 밴드의 드럼으로 들어가게 된다. 좋은 대학교에 입학했으나 밴드를 하기 위해 자퇴한 것으로 추정된다. 또한, 아리에게 첫눈에 반해 적극적으로 대시하는 인물이다.